# Lojas de departamentos no Japão

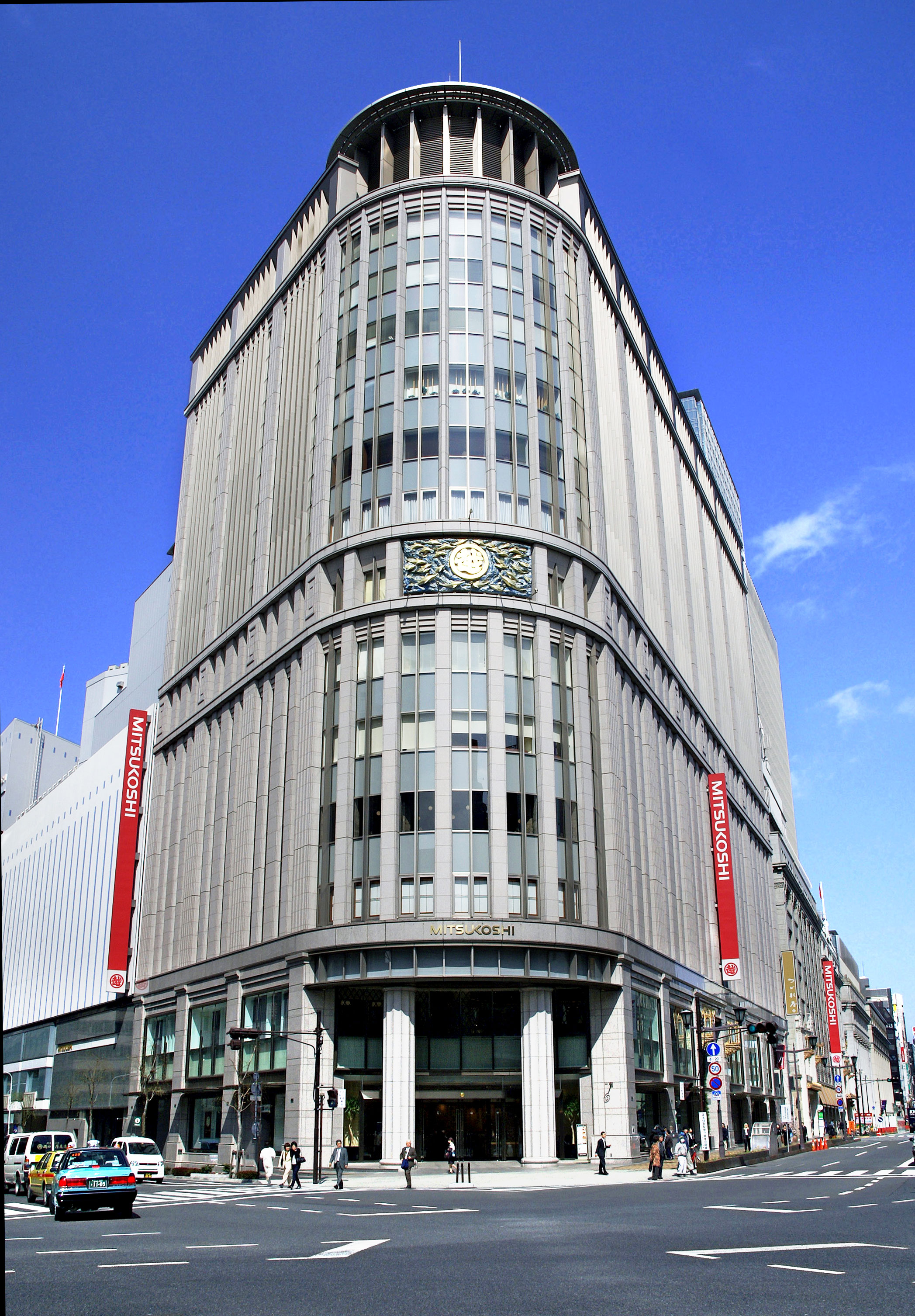
Loja da Mitsukoshi em Nihonbashi, Tokyo.

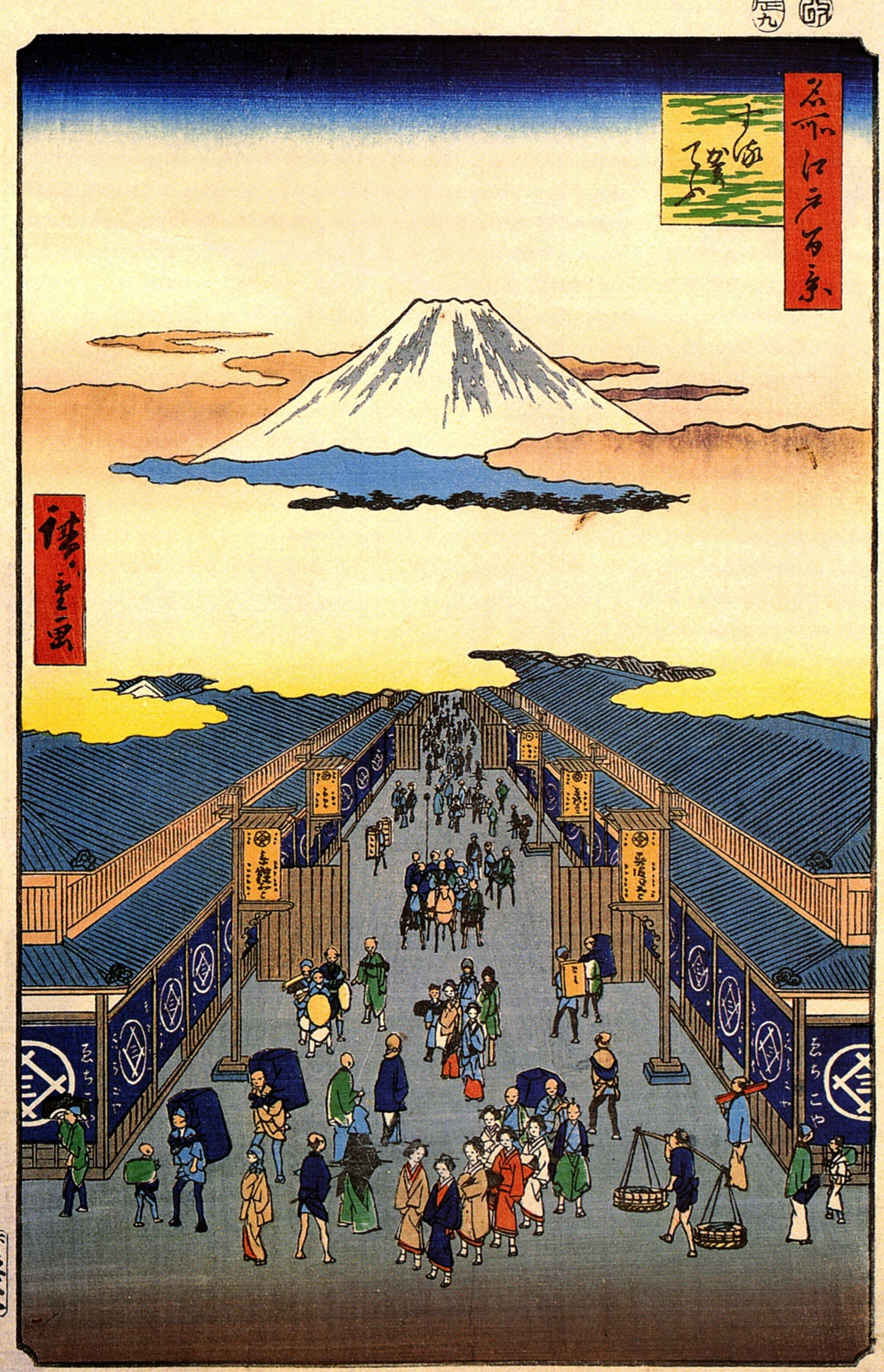
Uma pintura de ukiyo-e de 1856 mostrando Echigoya, atual Mitsukoshi.

As lojas de departamentos no Japão são chamadas de hyakkaten (百貨店) ou depāto (デパート), uma abreviação do termo em inglês department.

## História
A primeira loja de departamentos no Japão no estilo ocidental foi a Mitsukoshi, fundada em 1904, que se originou de uma loja de kimono chamada Echigoya, de 1673. Porém, se forem consideradas as origens, Matsuzakaya tem uma história mais longa ainda, funcionando desde 1611. A loja de kimono transformou-se em uma loja de departamentos em 1910. Em 1924, a loja da Matsuzakaya em Ginza permitiu a entrada dos clientes com sapatos dentro da loja, algo inovador para a época. Essas lojas de departamentos que se originaram de lojas de kimono dominaram o mercado no início da história. Eles vendiam, ou melhor, exibiam, produtos luxuosos, o que contribuía para sua atmosfera sofisticada. Outa origem das lojas de departamentos japonesas foram as companhias ferroviárias. Havia muitas operadoras de ferrovias privadas no país e, a partir de 1920, elas começaram a construir lojas de departamentos diretamente ligadas às suas estações. Seibu e Hankyu são exemplos típicos.

## Características
A partir da década de 1980 até os dias de hoje, as lojas de departamentos japonesas encararam uma concorrência forte dos supermercados e das lojas de conveniência, gradativamente perdendo seu espaço. Ainda assim, os depāto são um símbolo de alguns aspectos do conservadorismo cultural no país. Certificados de presentes de lojas de departamentos prestigiosas são frequentemente dados como presentes formais no Japão. Elas geralmente oferecem uma grande variedade de serviços, que pode incluir troca de moedas estrangeiras, reservas de viagem, venda de ingressos para shows dentre outros eventos.
O horário de funcionamento normalmente é das 10 horas da manhã às 20 horas. Algumas lojas fecham um dia por semana, muitas vezes de dia de semana.

## Lojas de departamentos famosas no Japão
Algumas lojas também têm unidades fora do Japão.

### Nacionais
- Daimaru (大丸)
- Hankyu Department Stores (阪急百貨店, Hankyū Hyakkaten)
- Isetan (伊勢丹)
- Matsuzakaya (松坂屋)
- Mitsukoshi (三越)
- Seibu Department Stores (西武百貨店, Seibu Hyakkaten)
  - Loft (ロフト, Rofuto) (voltada para hobby)
  - Parco (パルコ, Paruko) (voltada para roupas)
- Takashimaya (高島屋)

### Hokkaidō
- Marui Imai (丸井今井)

### região de Kantō
- Keio Department Store (京王百貨店, Keiō Hyakkaten)
- Marui (丸井) (voltada para roupas)
- Lumine (ルミネ, Rumine) (voltada para roupas)
- Matsuya (松屋)
- Odakyu Department Store (小田急百貨店, Odakyū Hyakkaten)
- Printemps Ginza (プランタン銀座, Purantan Ginza) (da França)
- Tobu Department Store (東武百貨店, Tōbu Hyakkaten)
- Tokyu Department Store (東急百貨店, Tōkyū Hyakkaten)
  - 109 (Ichi-maru-kyū) (voltada para roupas, região de Kanto)
  - Tokyu Hands (東急ハンズ, Tōkyū Hanzu) (voltada para hobby, nacional)

### região de Chūbu
- Daiwa (大和)
- Entetsu Department Store (遠鉄百貨店, Entetsu Hyakkaten)
- Meitetsu Department Store (名鉄百貨店, Meitetsu Hyakkaten)

### região de Kansai
- Hankyu Department Store (阪急百貨店, Hankyu Hyakkaten)
- Keihan Department Store (京阪百貨店, Keihan Hyakkaten)
- Kintetsu Department Store (近鉄百貨店, Kintetsu Hyakkaten)
- Sanyo Department Store (山陽百貨店, San'yō Hyakkaten)
- Hanshin Department Store (阪神百貨店, Hanshin Hyakkaten)
- Yamatoyashiki (ヤマトヤシキ)
- Fujii Daimaru (藤井大丸, Fujii Daimaru)

### Chūgoku,Shikoku
- Tenmaya (天満屋)
- Fukuya (福屋)
- Chimakiya (ちまきや)
- Ichibata Department Store (一畑百貨店, Ichibata Hyakkaten)

### região deKyūshū
- Iwataya (岩田屋)
- Izutsuya (井筒屋)
- Tokiwa (トキハ)
- Tamaya Department Store (玉屋)
- Hamaya (浜屋)
- Tsuruya Department Store (鶴屋百貨店, Tsuruya Hyakkaten)
- Yamakataya (山形屋)
- Ryubo (リウボウ, Ryūbō)